# Meldorf

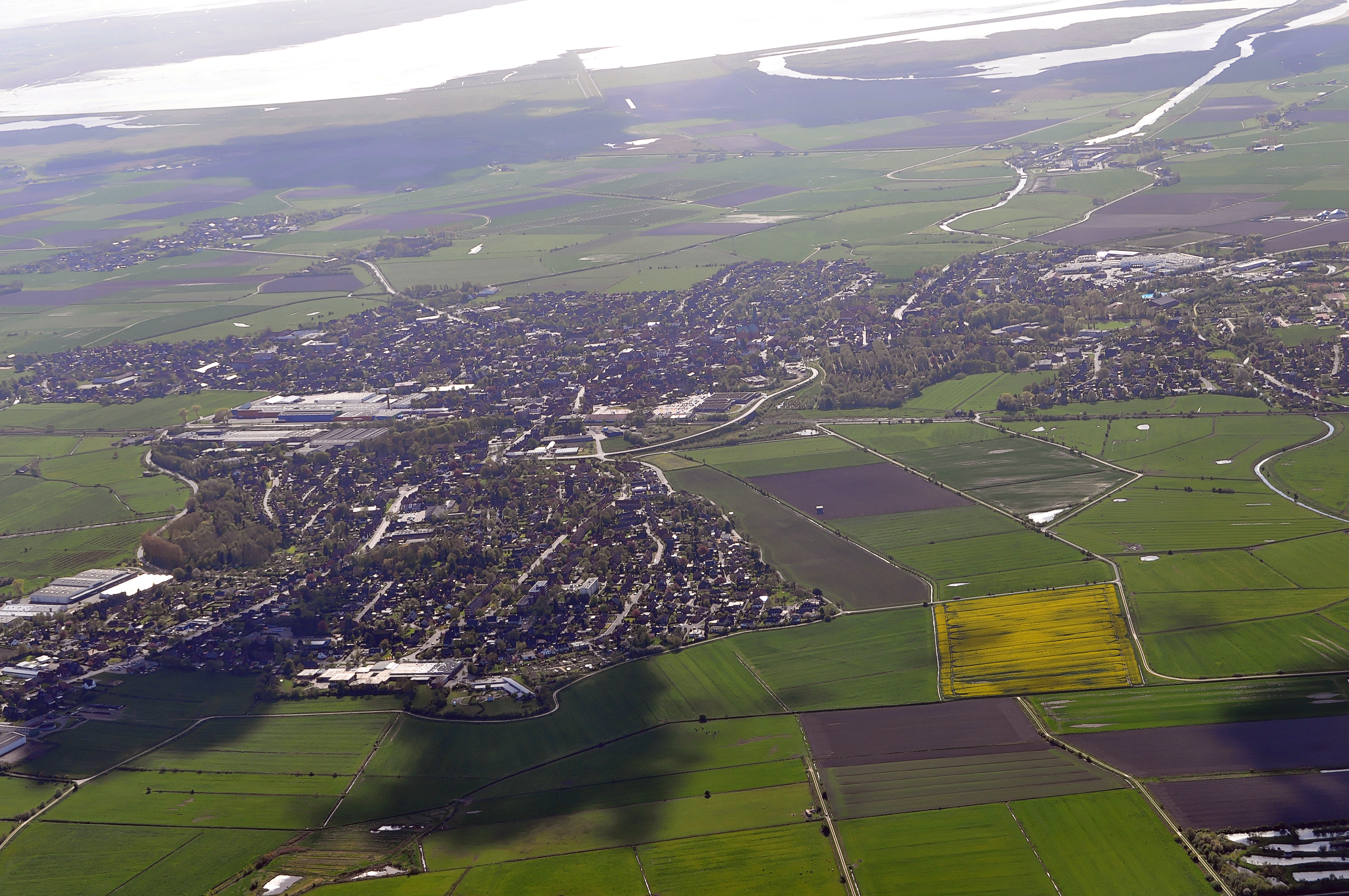
Luftbild (Mai 2012)

Meldorf (niederdeutsch: Möldörp bzw. Meldörp) ist eine Stadt im Kreis Dithmarschen in Schleswig-Holstein.

## Geografie

### Lage
Das Gebiet der Stadt Meldorf zieht sich südlich vom Flusslauf der Miele in West-Ost-Richtung von der Nordseeküste am Rande der Meldorfer Bucht im Mittelteil des Speicherkooges bis zum Niederungsbereich eines Sietlandgebietes nordöstlich vom Kernort im Naturraum Dithmarscher Marsch beim Übergang der hier südlich angrenzenden Heide-Itzehoer Geest.

### Ortsteile
Die Stadtgemeinde Meldorf besteht siedlungsgeografisch aus einer Mehrzahl verschiedener namentlich erfasster Ortsteile (behördlich als Wohnplätze bezeichnet). Neben dem namenstiftenden Stadtkern zählen auch die Häusergruppen Ammerswurth, Buntenhof, Hesel, Meldorfer Hafen und Meldorfer Moor zur Gemeinde.

### Nachbargemeinden
Nachbargemeinden sind im Uhrzeigersinn im Norden beginnend die Gemeinden Nordermeldorf, Epenwöhrden, Nordhastedt, Sarzbüttel, Bargenstedt, Nindorf, Wolmersdorf und Elpersbüttel.

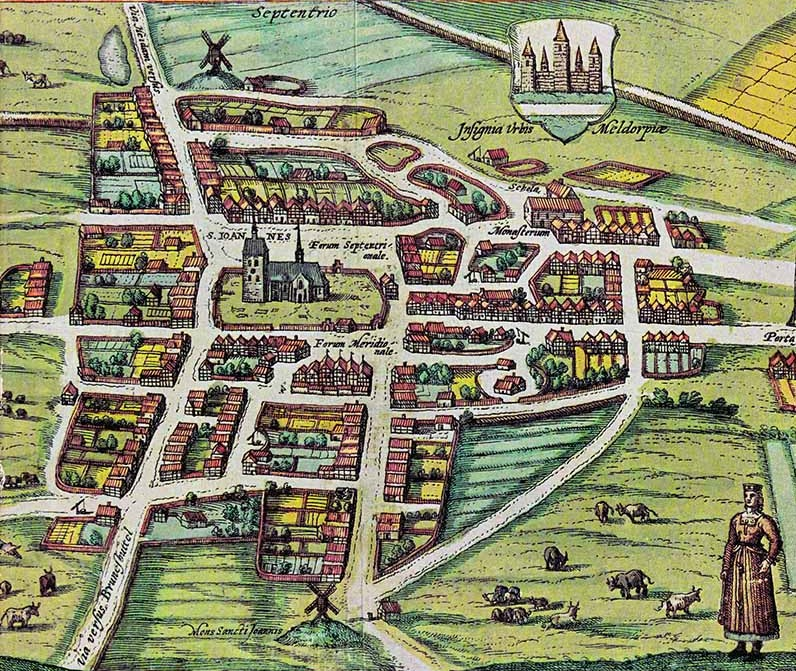
Stadt-Atlas Meldorf von 1596, dem Civitas Orbis Terrarum

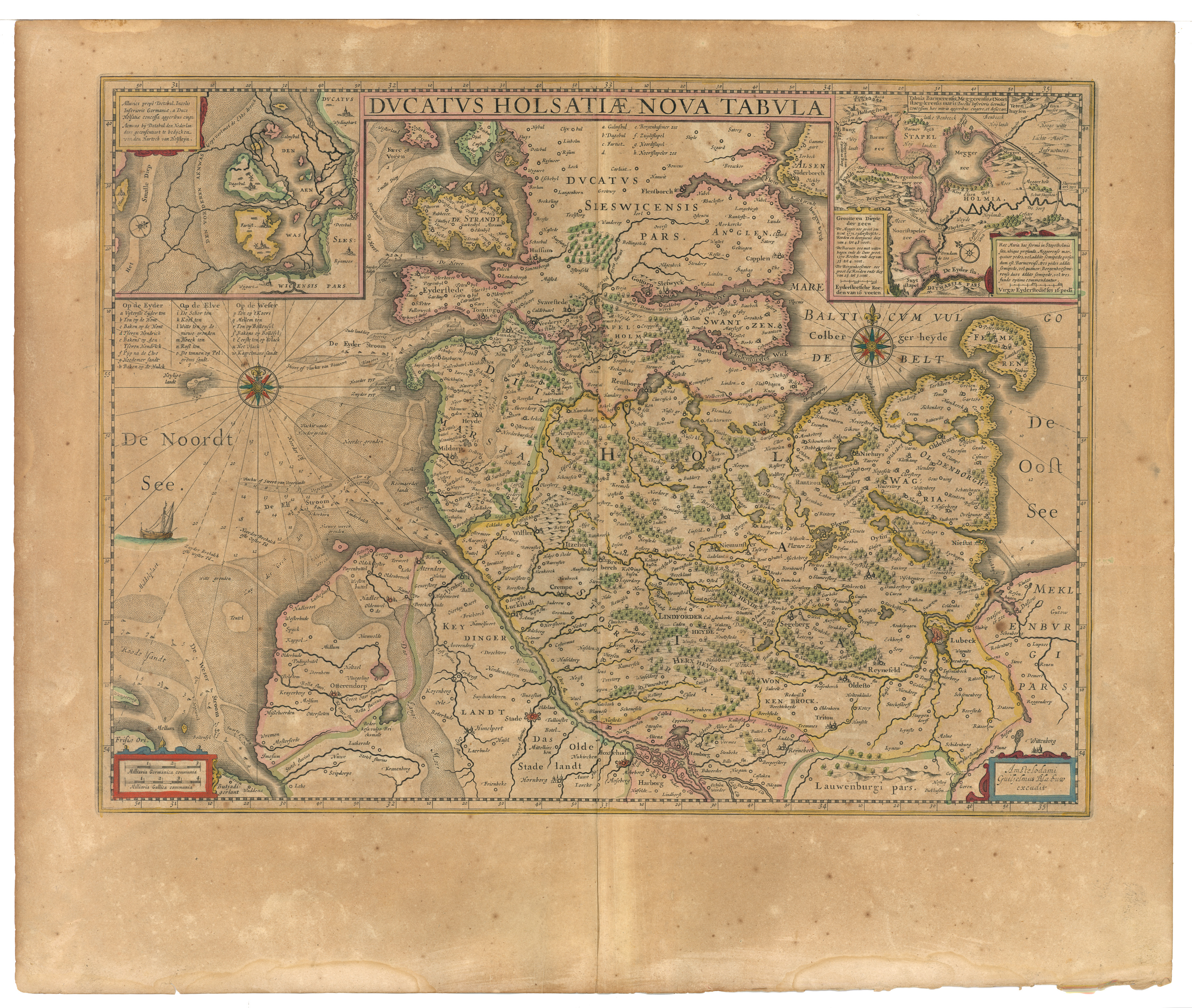
„Mildorp“ 1645 im Atlas Maior von Blaeu

## Geschichte
Zahlreiche archäologische Funde belegen eine frühe Besiedlung in der Region. Bekannt geworden ist die so genannte Fibel von Meldorf, eine Gewandspange mit vier Schriftzeichen (Buchstaben) aus dem 1. Jahrhundert, deren Lesung unsicher ist. Von rechts nach links gelesen könnte es sich um die Runeninschrift hiwi handeln, was in urgermanischer Sprache für die zum Haus Gehörige bedeuten dürfte, und damit um einen der ältesten Runenfunde überhaupt, von links nach rechts könnte es aber auch eine lateinische Inschrift sein und Idin, die germanische Form für Ida, heißen.
Bereits 1076 wurde von Adam von Bremen erwähnt, dass die Mutterkirche der Dithmarscher in "Milindorp" (Meldorf) ist. 1265 erhielt Meldorf das Stadtrecht. Meldorf war im Mittelalter (bis zur Verlegung nach Heide) Hauptort von Dithmarschen. 1598 verlor Meldorf das Stadtrecht wieder und wurde zum Flecken. 1870 erhielt Meldorf wieder das Stadtrecht. Meldorf war bis zur Auflösung 1970 Kreisstadt des Kreises Süderdithmarschen. Das ehemalige Kfz-Kennzeichen dieses Kreises, MED, leitet sich aus dem Namen der ehemaligen Kreisstadt ab.
Zum 25. Mai 2008 gab die Stadt ihre Amtsfreiheit auf und bildete mit den Gemeinden der Ämter Albersdorf und Meldorf-Land das Amt Mitteldithmarschen.

## Eingemeindungen
Am 1. April 1935 wurde die ein Jahr zuvor selbständig gewordene Gemeinde Ammerswurth (bis dahin ein Teil der Kirchspielslandgemeinde Südermeldorf-Marsch) eingemeindet.
Am 1. Januar 1971 wurde ein Gebietsteil der Gemeinde Wolmersdorf mit damals etwa 20 Einwohnern eingegliedert.

## Politik

### Stadtvertretung
Von den 21 Sitzen in der Stadtvertretung fielen bei der Kommunalwahl am 14. Mai 2023 an die CDU 8 Sitze, an die SPD 5 Sitze, an die Wählergemeinschaft WMF 5 Sitze sowie an Bündnis 90/Die Grünen, die FDP und DIE LINKE jeweils 2 Sitze. In Wahlkreis 2 kam es zu einem Losentscheid, welcher für die CDU ausging. Daher wuchs die Stadtvertretung wegen Überhang- und Ausgleichsmandaten von 19 auf 25 Sitze an.

### Bürgermeisterin
Hauptamtliche Bürgermeisterin der Stadt Meldorf ist seit dem 1. November 2019 Uta Bielfeldt. Sie setzte sich bei der Bürgermeisterwahl am 26. Mai 2019 gegen Kirsten Witt durch und übernahm somit das Amt von Anke Cornelius-Heide, die nicht erneut angetreten war.
Bei der Bürgermeisterwahl am 22. Juni 2025 wurde Uta Bielfeldt im Amt bestätigt. Sie erhielt 57,9 Prozent der Stimmen und setzte sich damit gegen ihren Herausforderer Sören Jensen von der CDU durch.

### Städtepartnerschaften
Die Stadt unterhält Partnerschaften mit Gryfice (Greifenberg) in Polen und mit Altentreptow in Mecklenburg-Vorpommern.

### Wappen
Blasonierung: „In Silber auf einem grünen Hügel, durch den sich ein mit fünf roten Sternen belegter silberner Bach schlängelt, eine fünftürmige rote Zinnenburg.“

## Sehenswürdigkeiten und Kultur

### Bauwerke

#### Meldorfer Dom

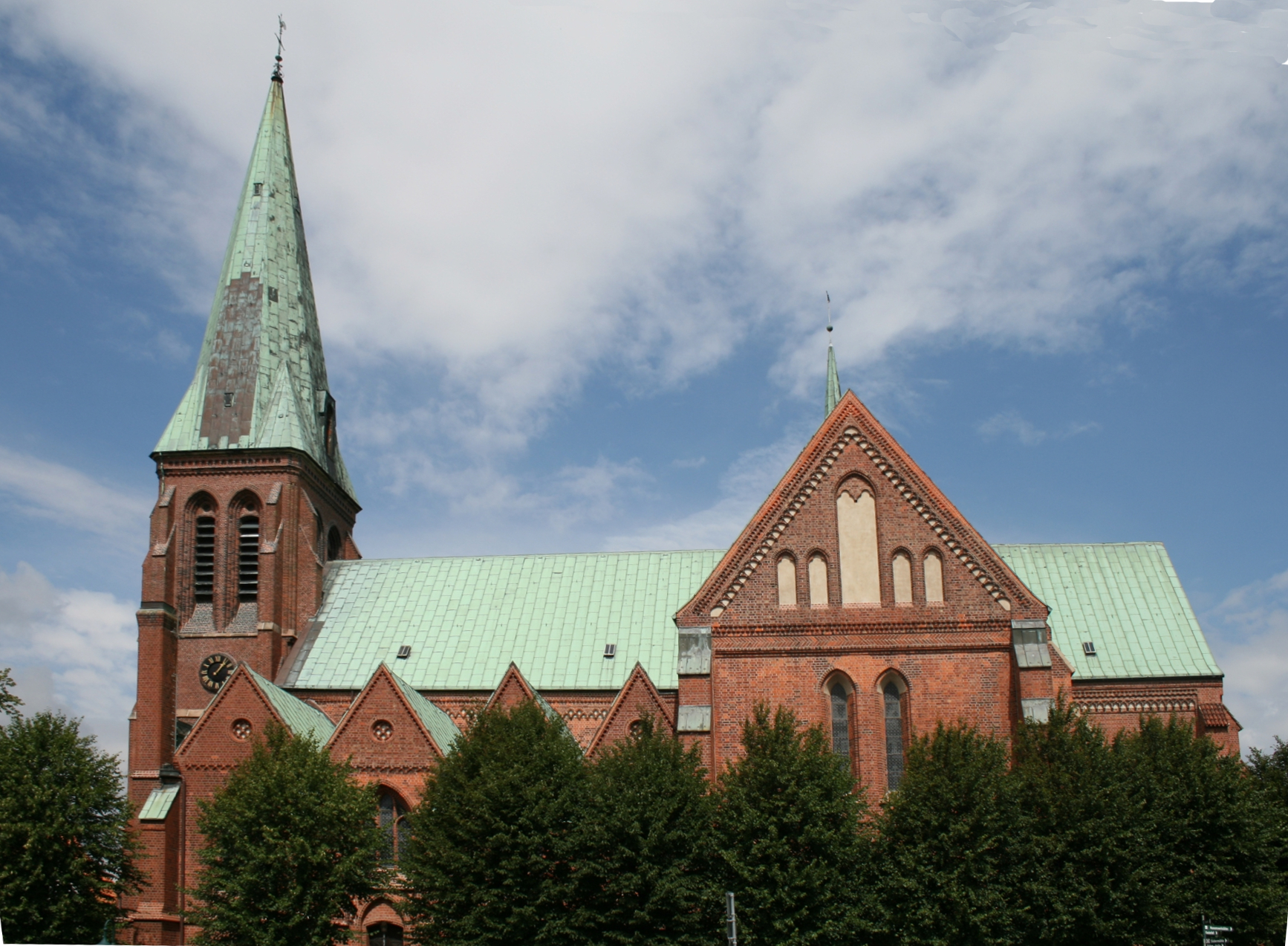
Meldorfer Dom

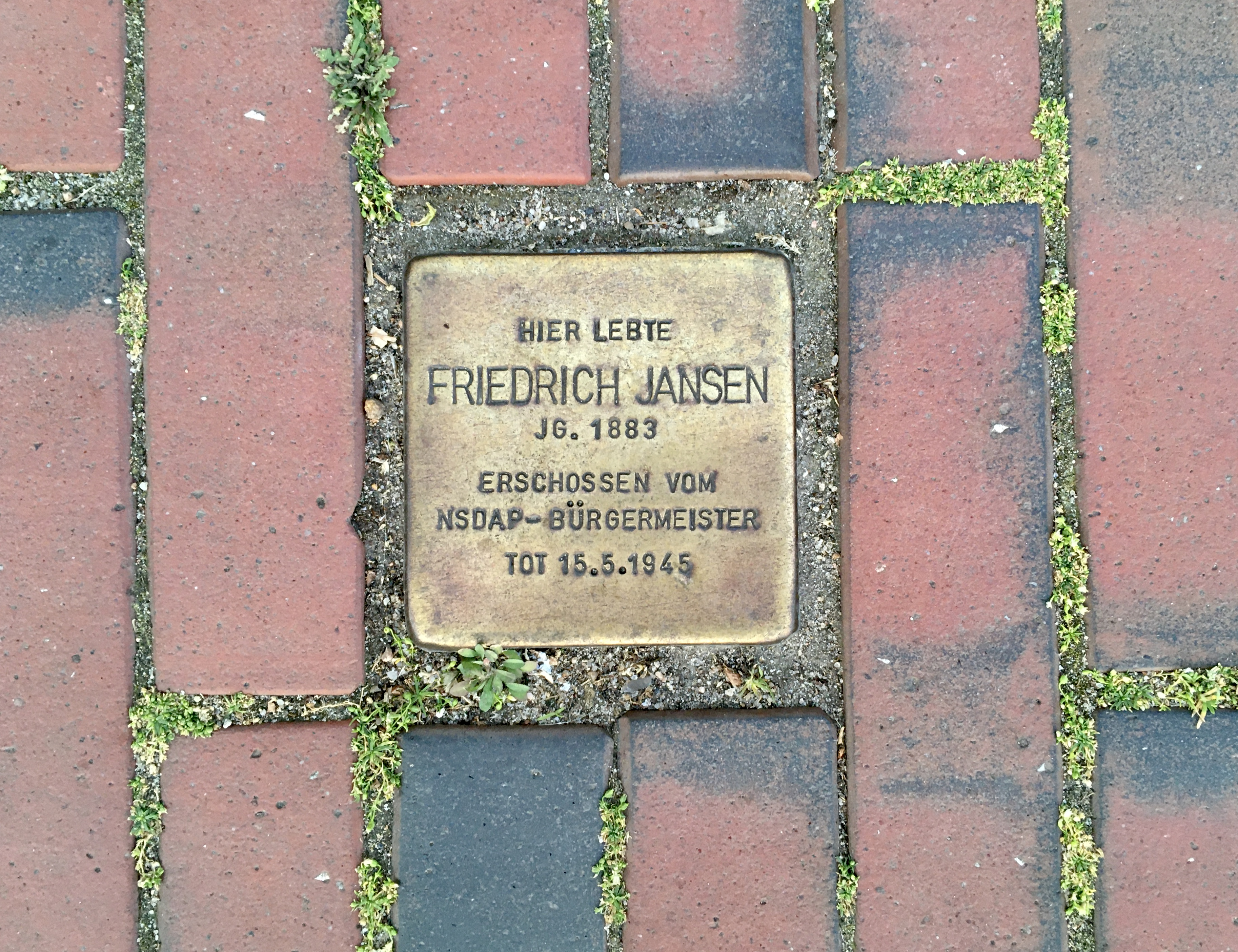
Stolperstein Friedrich Jansen, Meldorf, Südermarkt

Der in der Mitte des Meldorfer Marktplatzes gelegene Meldorfer Dom St. Johannis im Stadtzentrum ist im Stil der Backsteingotik gehalten, wurde ursprünglich zwischen 1250 und 1300 erbaut und zählt zu den bedeutendsten mittelalterlichen Kirchenbauten an der Westküste. Die heutige Außengestalt und insbesondere der markante 59 m hohe Turm entstanden nach einem Brand in der zweiten Hälfte des 19. Jahrhunderts.

#### Altes Pastorat
Das „Alte Pastorat“ befindet sich in einer Seitenstraße des Marktplatzes und gilt als das älteste Renaissance-Gebäude Meldorfs. Besonders augenfällig ist der durch Gesimse und Rundbögen verzierte Backsteingiebel des 1601 errichteten Fachwerkanbaus. Das „Alte Pastorat“ diente in der Vergangenheit als Wohnhaus für den Pastor des Meldorfer Doms und beherbergt heute die Museumsweberei.

#### Nordermühle und Südermühle
Im Stadtgebiet von Meldorf befinden sich zwei gut erhaltene Windmühlen aus dem 19. Jahrhundert. Die Nordermühle „Fortuna“ in der Messnerstraße besitzt bis heute eine voll funktionsfähige Mühlenausstattung und steht unter Denkmalschutz. Die in der Süderstraße gelegene Südermühle verfügt noch über das Flügelkreuz und die Windrose und wird heute als Wohnung und Restaurant genutzt.

#### Friedhof
Auf dem Meldorfer Friedhof, 1811 angelegt, befinden sich historisch wertvolle Grab- und Denkmale. Hier wurde in 200 Jahren eine bemerkenswerte Sammlung verschiedener Bäume gepflanzt. Die Friedhofskapelle auf dem alten Friedhofsteil wurde 1870 erbaut, nach deren Abriss wurde 1968 auf dem erweiterten Gelände eine neue Kapelle nach einem Entwurf des Architekten Otto Andersen errichtet.

### Museen
Zu den Museen zählen das Dithmarscher Landesmuseum, das Dithmarscher Bauernhaus, die Museumsweberei im alten Pastorat, das Schleswig-Holsteinische Landwirtschaftsmuseum, neben dem die Sammlung alter Rosen von Gerda Nissen und ein Garten mit alten Apfelsorten gepflegt wird.

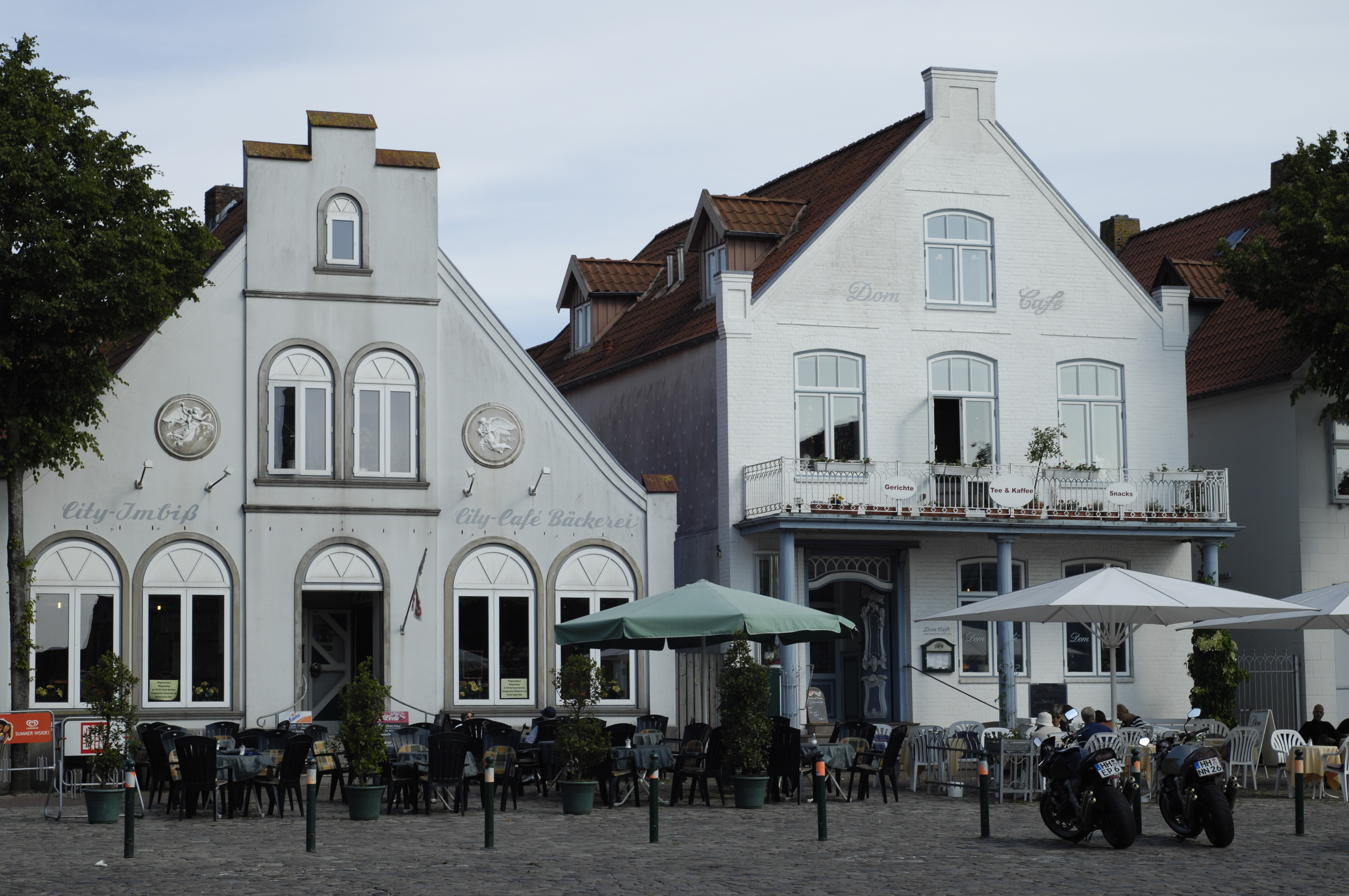
Cafés am Südermarkt
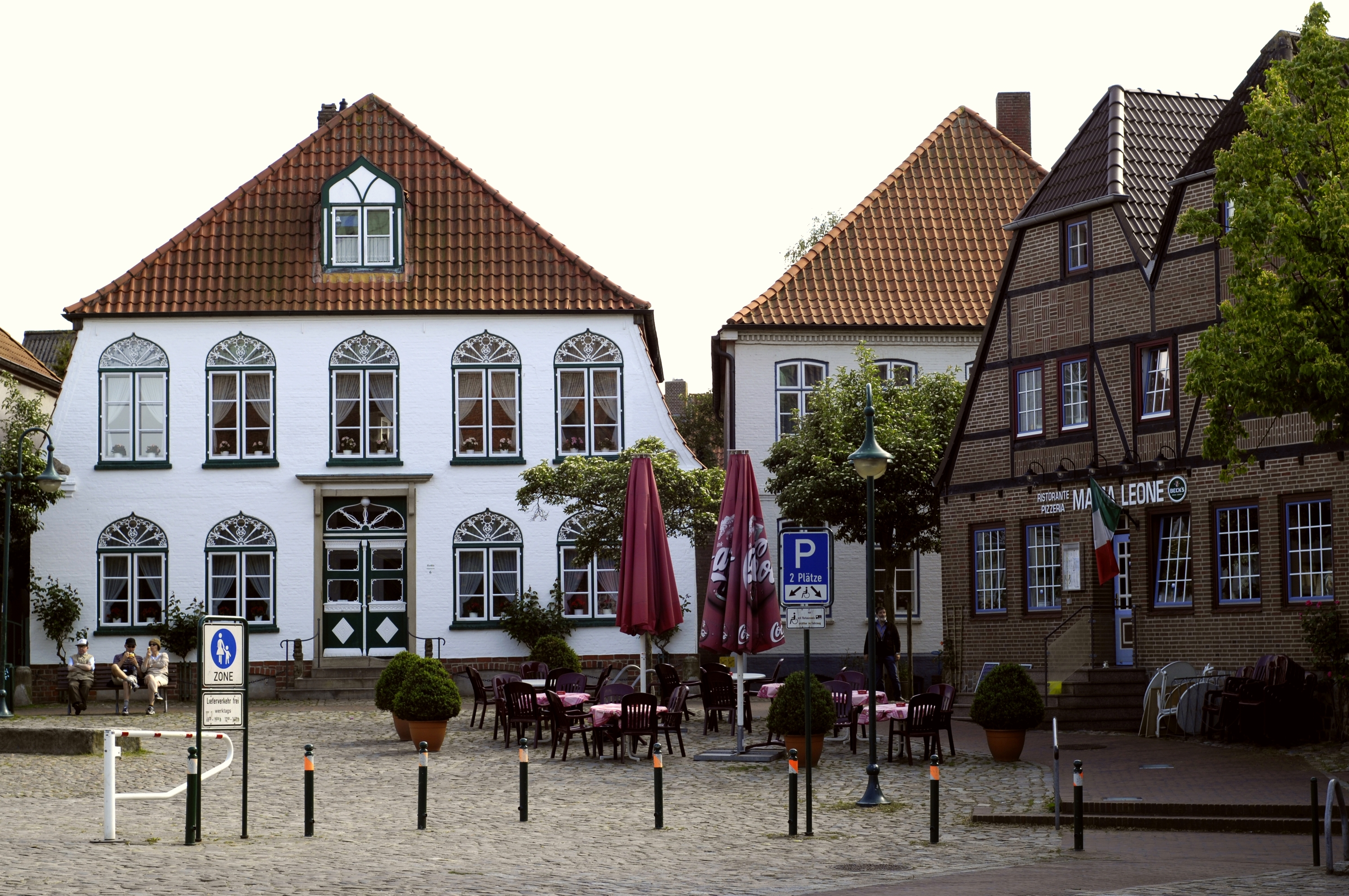
Für die Region typische Häuser prägen den Meldorfer Südermarkt
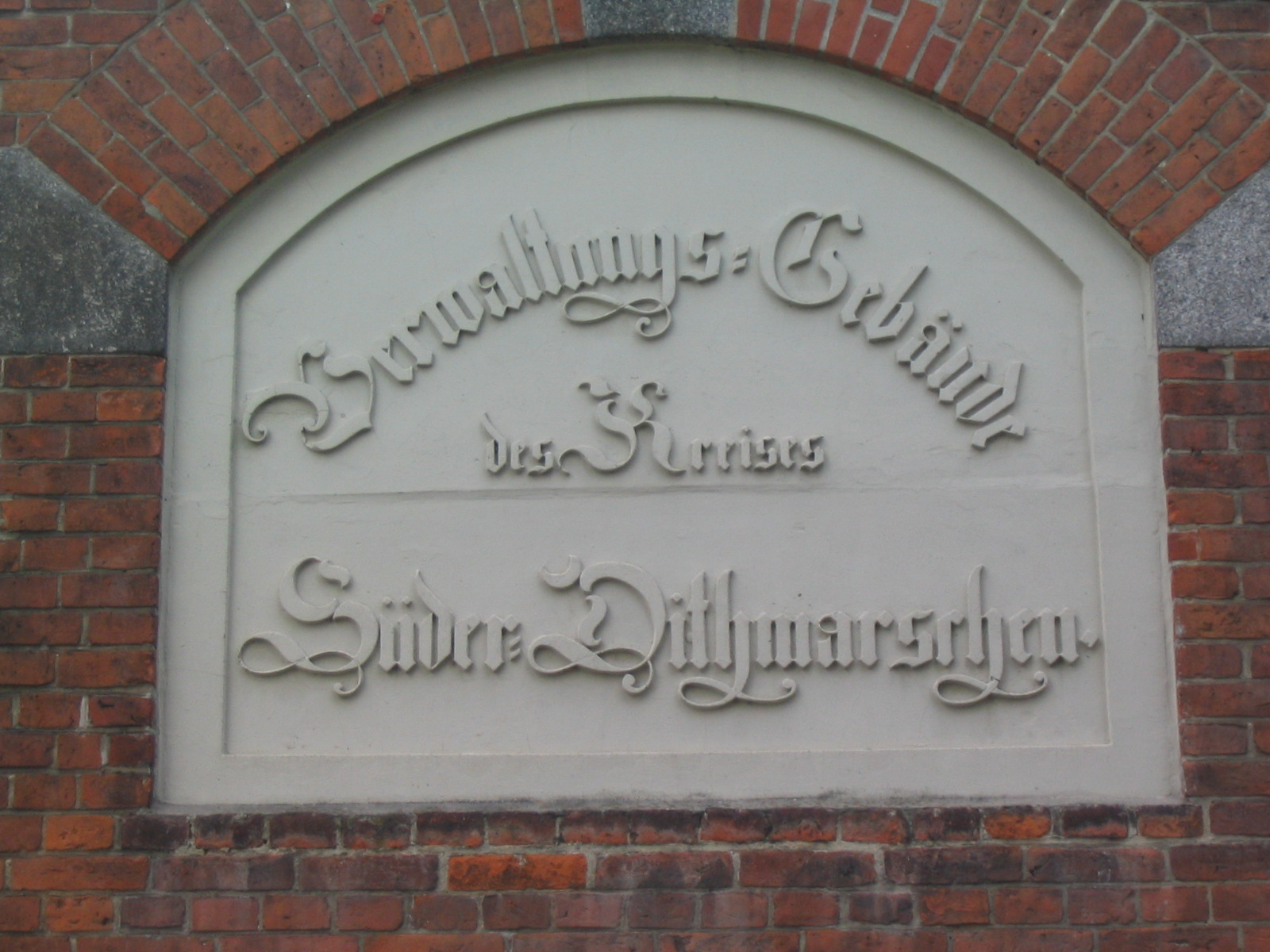
Schild der alten Kreisverwaltung am heutigen Amtsgericht
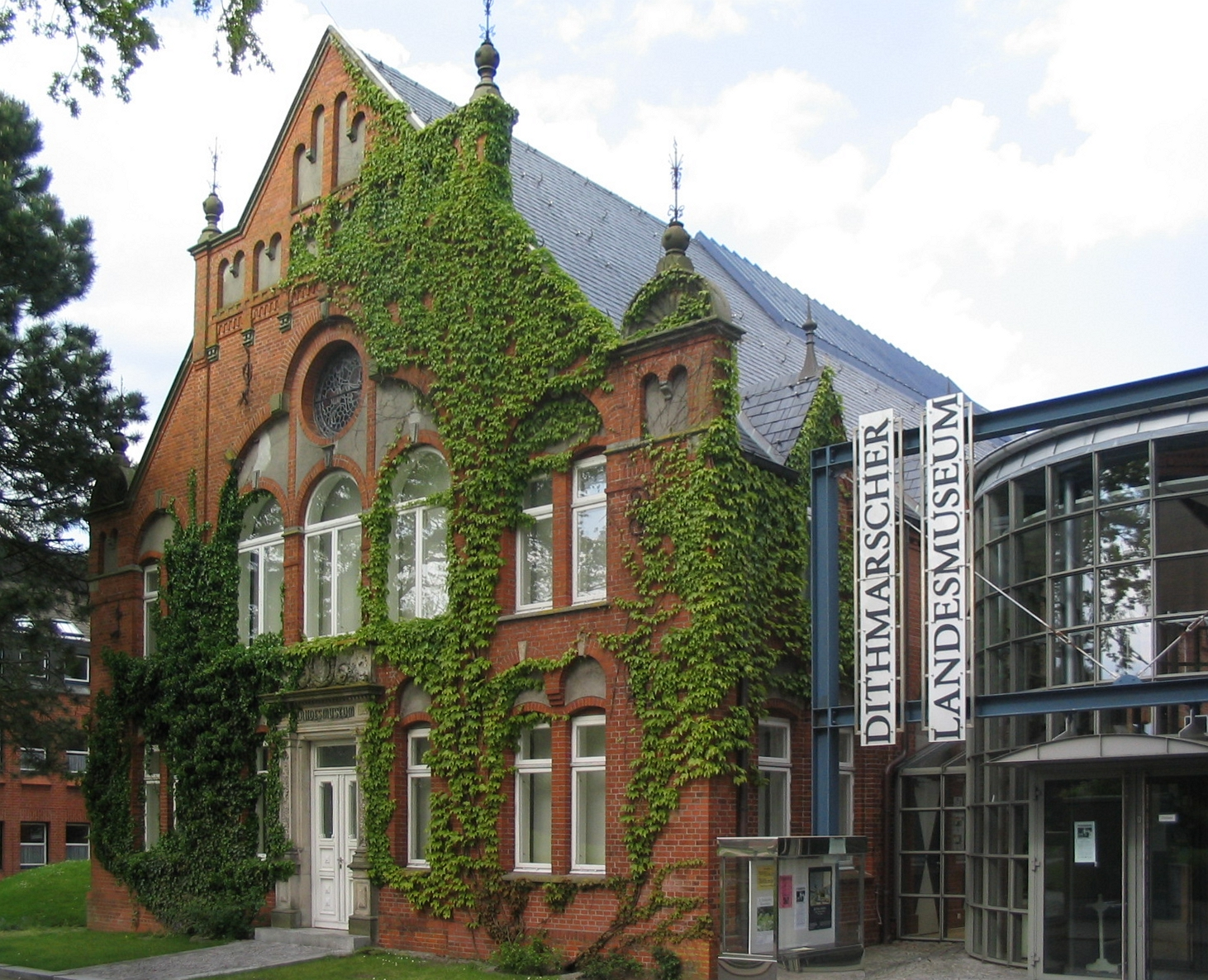
Dithmarscher Landesmuseum
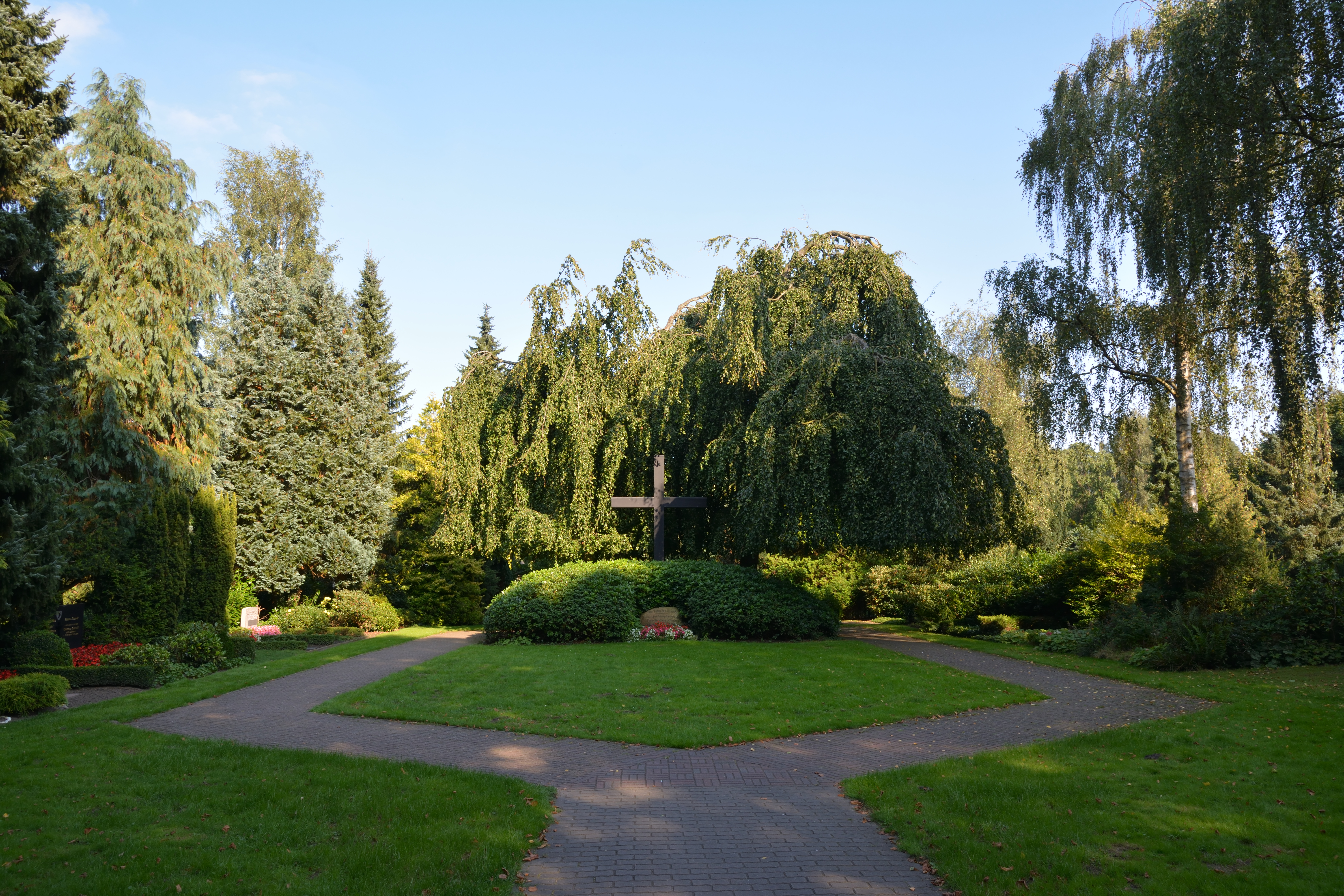
Friedhof, Ostlandkreuz mit Gedenkstein

### Stolpersteine
Stolpersteine erinnern an Johann Wilhelm Jasper in der Marschstraße 37, Friedrich Jansen am Südermarkt 2, Antje Hinrichs in der Grabenstraße 4 und Heinke Hofmann, Österstraße 6 (Eingang Siegfried Lenz Weg).

### Kultur
Meldorf gilt als Kulturhauptstadt des Kreises Dithmarschen. Zahlreiche Veranstaltungen wie die Meldorfer Videotage im Kulturzentrum Ditmarsia bzw. das Inklusions-Festival Meldorf Summer Open Air haben sich etabliert. Eine Theatergruppe besteht, das Meldorfer Kino zeigt Mainstream, Arthaus-Programm und Dokumentarfilm. Im Dom werden Sommerkonzerte veranstaltet. Im Rahmen des Dithmarscher Kulturprojektes Kunstgriff finden Aktionen statt. Eine Episode der Fernsehserie Stahlnetz, Das Haus an der Stör, behandelte einen lokalen Kriminalfall in der Nachkriegszeit.

### Sport

#### Sportvereine (Auswahl)
- TuRa Meldorf (mit etwa 2500 Mitgliedern der größte Sportverein an der Westküste Schleswig-Holsteins)
- Ortsgruppe der DLRG
- Boßelverein Mielebund
- Tennisclub Meldorf
- Seesportverein Meldorf
- Meldorfer Seglerverein
- Reitverein Concordia an der Miele

#### Sportveranstaltungen
- Im Jahr 2000 wurden in Meldorf die XI. Europameisterschaften im Boßeln ausgetragen.
- Der Meldorfer Brückenlauf ist ein Volkslauf, der seit 2010 jährlich am 1. Mai über verschiedene Distanzen bis zu 21,1 km stattfindet.[18]

#### Schwimmbad
Die Stadt verfügt über ein Hallen- und Freibad. Das Freibad wurde wegen einer drohenden Schließung von 1997 bis 2019 ehrenamtlich vom Förderverein Meldorfer Freibad (FMF) geführt.

### Regelmäßige Veranstaltungen

#### Meldorf-Woche
Der Meldorfer Wirtschafts- und Verkehrsverein veranstaltet jährlich den Meldorfer Mai, der zuvor viele Jahre als Meldorf-Woche abgehalten wurde. In der Regel werden über 100 Programmpunkte aus den Bereichen Sport, Kultur/Musik, Gastronomie, Handwerk und Kinderunterhaltung angeboten.

#### Meldorfer Kohlvergnügen
Im Rahmen der Dithmarscher Kohltage findet in jedem Herbst auf dem Südermarkt das Meldorfer Kohlvergnügen mit Vorführungen und Aktionen rund um das Thema Kohlanbau statt.

## Wirtschaft und Infrastruktur

### Verkehr
Meldorf ist an die Bundesstraße 431 und die Bundesstraße 5 angeschlossen. Die nächste Autobahnausfahrt liegt etwa 10 Kilometer entfernt an der Bundesautobahn 23.
Zudem verfügt Meldorf über einen Bahnhof an der Marschbahn, die Hamburg mit Westerland auf Sylt verbindet. Die RB 62 der Regionalbahn Schleswig-Holstein bedient den Bahnhof stündlich nach Itzehoe (über Sankt Michaelisdonn, Burg (Dithmarschen) und Wilster) sowie nach Heide, von wo aus Anschluss an Regionalexpresszüge nach Hamburg und Westerland oder an ICs nach Berlin und Stuttgart besteht.
In den Tagesrandzeiten wird der Bahnhof außerdem direkt von Regionalexpresszügen der Linie RE 6 nach Hamburg und Westerland bedient.
Mittelfristig ist im Zuge einer Elektrifizierung die Einrichtung einer Regionalbahnlinie von Heide nach Hamburg Hbf über Itzehoe und Elmshorn mit allen Unterwegshalten geplant, wodurch Meldorf eine durchgängige Direktverbindung nach Hamburg erhält.
Seit der Eindeichung des Speicherkoogs Dithmarschen hat Meldorf einen Segelhafen am Siel der Miele, der Hafen am Stadtrand wurde zugeschüttet.

### Öffentliche Infrastruktur
Als ehemaliger Kreissitz beherbergt die Stadt als öffentliche Einrichtungen noch das Amtsgericht Meldorf, die Verwaltung des Amts Mitteldithmarschen ist überwiegend in Meldorf ansässig. Außerdem ist es jeweils der „Südsitz“ von Organisationen, die noch regional aufgespalten sind wie die Kirchenkreise. Meldorf hat eine Stadtbücherei, eine Volkshochschule und folgende öffentlichen Schulen:

Schülerzahlen aus dem Schuljahr 2022/2023
- Astrid-Lindgren-Schule (Förderzentrum geistige Entwicklung), Eescher Weg, 240 Schüler in 26 Klassen
- Christian-Bütje-Schule (Förderzentrum Süderdithmarschen), Büttelsweg, 116 Schüler in 10 Klassen
- Grundschule Meldorf, Rosenstraße, 304 Schüler in 13 Klassen
- Gemeinschaftsschule Meldorf, Weiderbaum, 420 Schüler in 19 Klassen
- Meldorfer Gelehrtenschule (Gymnasium), An den Anlagen, 642 Schüler in 30 Klassen
- regionales Berufsbildungszentrum (BBZ) Dithmarschen, Friedrichshöfer Straße, (Anstalt öffentlichen Rechts), 3525 Schüler in 209 Klassen[23] (mit Außenstelle in Heide)

Die evangelische Kirchengemeinde unterhält einen Kindergarten, die Arbeiterwohlfahrt einen Kindergarten am Mielepark und ein Kinderhaus in der Marschkammer.

### Unternehmen
Große Arbeitgeber sind die Druckerei Evers Druck, die Stiftung Mensch (Werkstatt für Menschen mit Behinderungen), der Fenster- und Türenproduzent Aldra (Unternehmen), die Wurstfabrik Binckebanck und eine Stollenwerk-Konservenfabrik. Stark entwickelt ist das Bauhaupt- und -nebengewerbe mit innovativen Unternehmen, in Meldorf gab es von 1991 bis 2017 den ersten Ökobaumarkt Schleswig-Holsteins.
Im Zuge des Strukturwandels will sich die Stadt stärker als Ort des nachhaltigen und sanften Tourismus profilieren und hat sich deshalb dem internationalen Städtenetzwerk Cittàslow angeschlossen.

### Energieversorgung
Meldorf verfügt bereits seit den 1990er Jahren über eine leitungsgebundene Wärmeversorgung, über das das Schwimmbad sowie die Verwaltungsgebäude der ortsansässigen Druckerei mit Abwärme aus der Trocknungsanlage der Druckerei versorgt werden. 2022 begannen Bauarbeiten für einen als Saisonspeicher dienenden Erdwärmespeicher mit einem Fassungsvermögen von 45 Millionen Liter Wasser. Dieser Speicher, der der erste seiner Größe in Deutschland ist, soll im Sommerhalbjahr auf ca. 70 °C aufgeheizt werden und zukünftig per Nahwärmenetz weitere Gebäude wie die Schule und das Museum klimaschonend beheizen. Längerfristig soll der Speicher rund 55 Gebäude ganzjährig mit Wärme versorgen. Durchgeführt werden die Bauarbeiten von einem dänischen Unternehmen, wo solche Speicher bereits deutlich verbreiteter sind. Als Wärmequellen dienen Abwärme aus der Druckerei, die mit dem Speicher in deutlich größerem Maße genutzt werden kann, sowie die Wärme zweier bereits vorhandener Biogasanlagen, je nach Bedarf soll optional auch noch eine Freiflächen-Solarthermie-Anlage errichtet werden.
Meldorf belegt aktuell in der Solarbundesliga in der Wettbewerbskategorie der „Kleinstädte“ den 50. Platz. Dies ist die beste Platzierung einer norddeutschen Kleinstadt.

## Persönlichkeiten

### Söhne und Töchter der Stadt
- Heinrich Georg Friedrich Krogmann (1886–1915) war ein deutscher Fußballspieler
- Nicolaus Boie der Jüngere (1501–1542), evangelischer Theologe, Reformator und Kirchenlieddichter
- Peter Wiben (?–1545), Landsknecht, Räuber und Pirat
- Daniel Frese (1540–1611), Kartograph und Maler
- Theodor Glazer (?–1617), Autor und Ratssekretär in Lübeck
- Anton Woltreich (1593–1645), Jurist und Syndikus
- Mauritius Kramer (1646–1702), in Ammerswurth geborener lutherischer Theologe und Kirchenlieddichter
- Christian Stephan Scheffel (1693–1760), Botaniker, Mediziner, Hochschullehrer und – rektor
- Heinrich Christian Boie (1744–1806), Publizist
- Ernestine Voß, geborene Boie (1756–1834), Autorin und Ehefrau des Dichters Johann Heinrich Voß
- Friedrich Griebel (1788–1861), Pfennigmeister der Landschaft Norderdithmarschen
- Friedrich Boie (1789–1870), Jurist, Ornithologe und Entomologe
- Heinrich Boie (1794–1827), Zoologe
- Theodor Piening (1831–1906), niederdeutscher Autor
- Georg Borgfeldt (1833–1903), deutsch-amerikanischer Kaufmann und Firmengründer
- Walther Eugenius Dührssen (1837–1914), Heimatforscher
- Olaus Henrici (1840–1918), Mathematiker
- Lucie Griebel, Pseudonym Eva Treu (1854–1922), Lehrerin und Schriftstellerin
- Fritz Bremer (1882–1954), Fabrikant und Politiker (CDU)
- Dora Maaßen (1894–1973), Bildhauerin
- Johann Wilhelm Jasper (1898–1934), Widerstandskämpfer gegen den Nationalsozialismus
- Peter Werner Witt (1901–1971), in Ammerswurth geborener Ministerialbeamter
- Sönke Sönksen (1938–2024), Springreiter, Olympiateilnehmer 1976
- Jürgen F. Jensen (* 1939), Historiker und Archivar
- Michael Leinert (* 1942), Regisseur, Dramaturg, Dozent und Autor
- Karin Mölling (* 1943), Virologin und Aidsforscherin
- Karen Koop (* 1944), Pädagogin, Politikerin (CDU), Mitglied der Hamburgischen Bürgerschaft
- Ralph Uhlig (* 1947), Historiker
- Helmut Zierl (* 1954), Schauspieler
- Joachim Fesefeldt (1955–2017), Politikwissenschaftler und Bibliothekar
- Siegfried Hansen (* 1961), Fotograf
- Volker Nielsen (* 1964), Politiker (CDU)
- Martin Borowski (* 1966), Jurist und Hochschullehrer
- Tom Bartels (* 1996), deutscher Rapper

### Mit Meldorf verbunden

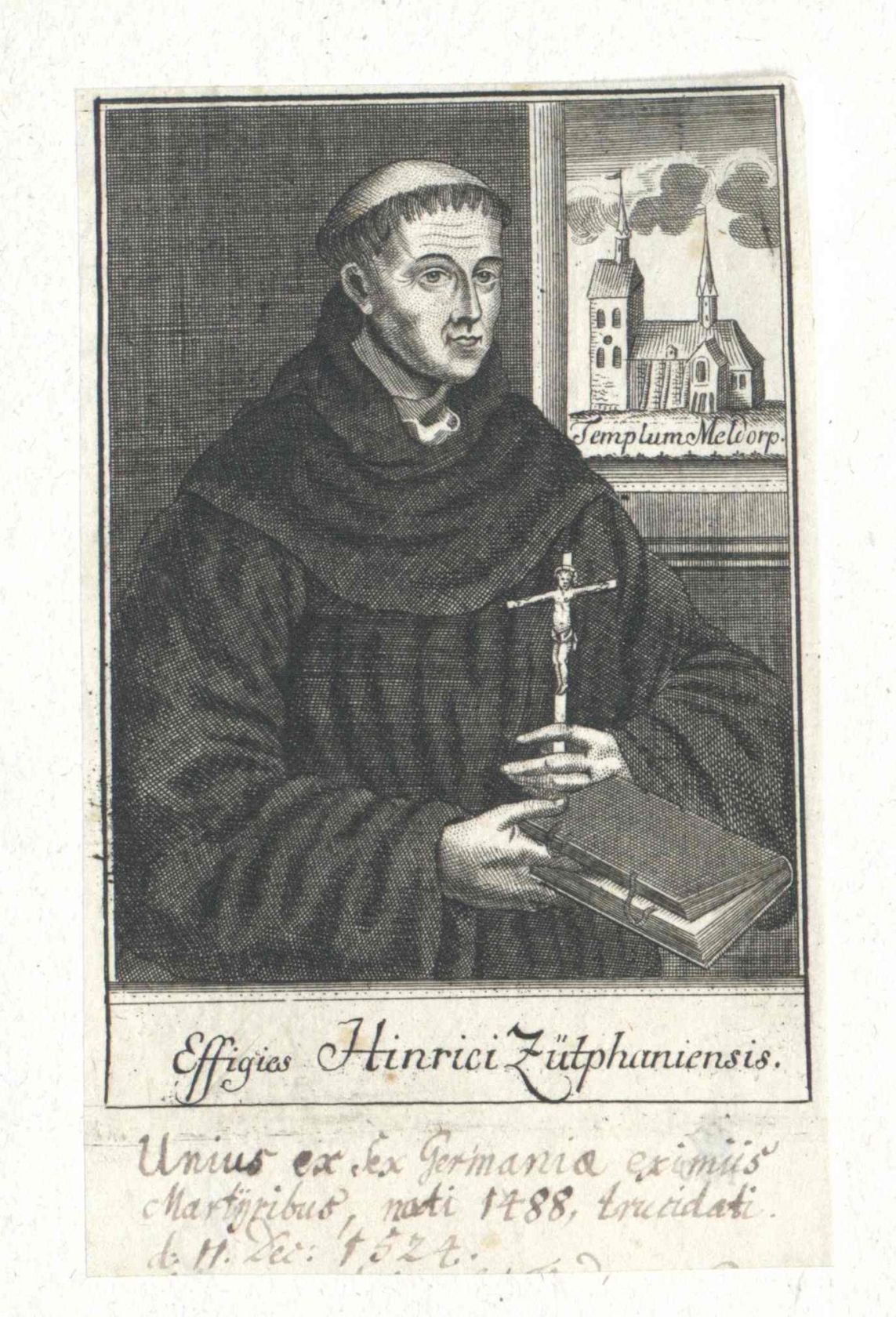
Heinrich von Zütphen; im Hintergrund die Meldorfer Kirche

- Heinrich von Zütphen (1488–1524), Reformator und evangelischer Märtyrer (predigte in Meldorf)
- Petrus Boje (1532–1597), ev.-luth. Pfarrer, Superintendent und Lieddichter
- Barthold Georg Niebuhr (1776–1831), Historiker und preußischer Staatsmann
- Carsten Niebuhr (1733–1815), deutscher Mathematiker, Kartograf und Forschungsreisender
- Hans Reimer Claussen (1804–1894), deutscher Politiker und US-amerikanischer Senator
- Friedrich Griebel (1812–1885), deutscher Kirchspielvogt und Oberamtsrichter
- Friedrich Pauly (1875–1954), Landrat des Kreises Süderdithmarschen
- Martin Luserke (1880–1968), Reformpädagoge, Barde, Schriftsteller, Theaterschaffender („Meldorfer Spielweise“)
- Friedrich Jansen (Weinhändler) (1883–1945), Weinhändler und Mordopfer
- Ernst Mohr (1895–1974), evangelisch-lutherischer Pfarrer und Propst
- Martin Matthiessen (1901–1990), Täter des Holocaust
- Gertrud von Hassel (1908–1999), Malerin und Pädagogin
- Nis R. Nissen (1925–2000), Historiker, von 1964 bis 2000 Direktor des Dithmarscher Landesmuseums
- Gerda Nissen (1929–1999), Rosenzüchterin, Journalistin und Fachbuchautorin
- Detlev Karsten Rohwedder (1932–1991), Manager der Treuhandanstalt, ging hier zur Schule
- Johann Wadephul (* 1963 in Husum), deutscher Politiker, MdB, ging hier zur Schule
- Lars Jessen (* 1969 in Kiel), Regisseur, ging hier zur Schule
- Andreas Altenburg (* 1969 in Pfaffenhofen an der Ilm), Rundfunkmoderator und Autor, wuchs hier auf und ging hier zur Schule
- Fiona Erdmann (* 1988 in Saarbrücken-Dudweiler), deutsches Model, wuchs hier auf und ging hier auch zur Schule